# Vanessa Rodrigues
Vanessa Iolanda Nogueira Cancelinha de Sousa Rodrigues, född 28 december 1987 i Porto, Portugal, är en tidigare volleybollspelare (passare). Hon spelade i Portugals landslag och deltog med dem i bland annat EM 2019.
När Rodrigues var 8 år började hon spela volleyboll med Boavista FC. Hon kallades upp till landslaget 2002 och vann sin första nationella titel i juniorkategorin samma år. Hon spelade för Boavista i tre säsonger som senior, innan hon flyttade till GDC Gueifães. Hon spelade med dem under en säsong, vartefter hon gick över till CA da Trofa. Med dem blev hon portugisisk mästare tre gånger och vann portugisiska cupen en gång.
Hennes nästa klubb var CD Ribeierense, som hon spelade med säsongen 2011-2012. Därefter har hon spelat för Leixões SC (2012-2013), Rosário Voleibol (2013-2014), Porto Vólei 2014 (2014-2015) och därefter AVC Famalicão. Hon var kapten både för klubben och landslaget. Hon avslutade sin karriär som volleybollspelare 7 mars 2020. Utanför volleybollen är hon utbildad och praktiserande läkare.